# 독암서당
독암서당(獨岩書堂)은 대한민국 대구광역시 동구 봉무동에 있는 조선시대의 서당이다. 1984년 7월 25일 대구광역시의 문화재자료 제12호로 지정되었다.

## 개요
이 지역에 사는 경주 최씨 문중에서 세운 서당으로 조선 고종 2년(1865)에 세웠다. 원래는 현재의 위치가 아니었으나 1973년 도로공사로 인해 지금 있는 자리로 옮겼다. 서당의 이름을 독암이라 한 것은 서당 서쪽에 고려 태조 왕건이 공산싸움에서 견훤에게 패하자 혼자 피신해 앉아 있었다는 독좌암이 있어 거기에서 따온 것이라 한다.
건물은 옆면에서 볼 때 사람 인(人)자 모양인 맞배지붕이다. 문중에서 세웠으나 문중 자손들은 물론 인근 지역의 자제들까지 교육하여 이곳에서 유능한 학자를 많이 배출하였다.

## 참고 문헌
- 독암서당 - 국가유산청 국가유산포털